# Matthew Rankin
Matthew Rankin (né le 5 août 1980 à Winnipeg) est un cinéaste canadien vivant à Montréal.

## Biographie
Durant son enfance, Matthew Rankin est marqué par le court métrage d'animation The Big Snit, de Richard Condie, qui travaille alors au studio de l'Office national du film du Canada à Winnipeg. À l'adolescence, il tourne de courtes animations pour la série américaine pour enfants Sesame Street tout en devenant membre du Winnipeg Film Group (en).
Jeune adulte, il étudie l'histoire du Québec à l'Université McGill et à l'Université Laval, où il fait une maîtrise sous la direction de Jocelyn Létourneau. En 2004, il est diplômé du programme cinéma de l'Institut national de l'image et du son.
Il fait partie des membres fondateurs du collectif d'artistes winnipegois L'Atelier national du Manitoba (en), mis sur pied en 2005 et disparu en 2008,.
Par la suite, il réalise notamment les courts métrages Negativipeg (2010), Tabula rasa (2012), Mynarski chute mortelle (2014) et Tesla : Lumière mondiale (2017,,). Son premier long métrage, Le Vingtième Siècle (2019), une évocation libre de la vie du premier ministre canadien William Lyon Mackenzie King, remporte le prix FIPRESCI à la Berlinale 2020.
Son long métrage Une langue universelle est sélectionné à la Quinzaine des cinéastes du Festival de Cannes en mai 2024 où il remporte le prix du public.

## Œuvre

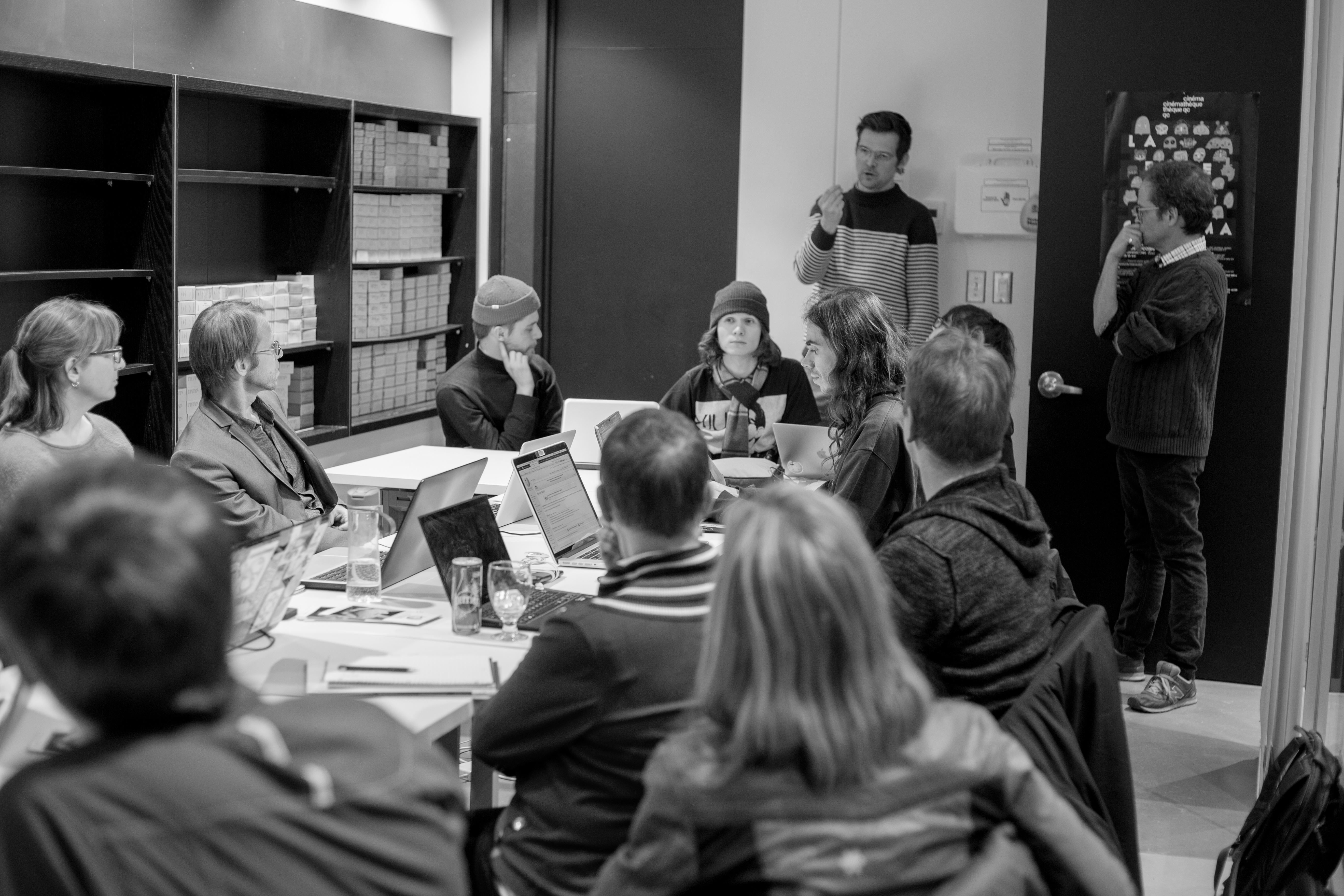
Soirée Wikipédia à la cinémathèque québécoise et portant sur le cinéaste Matthew Rankin.

Les deux premières réalisations auxquelles il participe, Kubasa in a Glass (2006) et Death by Popcorn (2006), sont des vidéo-collages humoristiques conçus à partir d'archives télévisuelles trouvées,,. Il enchaîne ensuite avec I Dream of Driftwood (2006), documentaire expérimental ironique sur des immeubles résidentiels de Winnipeg. Si le documentaire d'animation expérimentale Cattle Call (2008), sur les encans de bétail, est dans le prolongement de cette veine, il commence à aborder la fiction avec Où est Maurice ? (2006).
Son œuvre entremêle des aspects du cinéma d'animation et du cinéma expérimental. La ville de Winnipeg y tient souvent lieu de motif obsessionnel, au même titre que son compatriote, le cinéaste Guy Maddin.
L'intérêt que porte Matthew Rankin à l'histoire l'amène à plusieurs reprises à porter à l'écran des personnages historiques placés dans un contexte non réaliste. Il privilégie des techniques de travail et de tournage traditionnelles, s'abstenant de recourir au numérique. L'esthétique singulière de son œuvre le rapproche d'autres cinéastes winnipegois tels que Guy Maddin et Deco Dawson (en).

## Prix et hommages
Ses films sont remarqués dans de nombreux festivals et remises de prix. Ainsi, Tabula Rasa et Mynarski chute mortelle sont nommés dans la catégorie du meilleur court ou moyen métrage de fiction au gala des prix Jutra,. Mynarski chute mortelle et Tesla : Lumière mondiale sont nommés dans la catégorie du court métrage dramatique aux Prix Écrans canadiens. Le cinéaste remporte le Prix du meilleur film canadien au Festival international d'animation d'Ottawa et le Prix Off-Limits du Festival international d'animation d'Annecy pour Mynarski chute mortelle.
En 2015, le diffuseur Antitube lui consacre une rétrospective dans le cadre du Festival de cinéma de la ville de Québec.
Comme espérantiste, il fait partie du comité d'honneur du 107e congrès mondial d'espéranto de Montréal en 2022.
En 2024, son film Une langue universelle remporte le Prix du public à la Quinzaine des réalisateurs à Cannes.

## Filmographie
- 2006 : Kubasa in a Glass: The World of the Winnipeg TV Commercial (coréalisateur : Walter Forsberg)
- 2006 : Death by Popcorn: The Tragedy of the Winnipeg Jets (coréalisateurs : Mike Maryniuk, Walter Forsberg)
- 2006 : I Dream of Driftwood
- 2006 : Où est Maurice ? (coréalisateur : Alek Rzeszowski)
- 2007 : Charkhé-Halé Chakhsi: M. Rankin
- 2008 : Barber Gull Rub
- 2008 : Hydro-Lévesque
- 2008 : Cattle Call (coréalisateur : Mike Maryniuk)
- 2010 : Negativipeg
- 2011 : Tabula Rasa
- 2014 : Exodus of the Year
- 2014 : Mynarski chute mortelle
- 2015 : Les Exploits radicaux de Walter Boudreau
- 2015 : Ceci est un message officiel
- 2017 : Tesla : Lumière mondiale
- 2019 : Le Vingtième Siècle (The Twentieth Century)
- 2024 : Une langue universelle (Universal Language)